# Schlossmuseum Jever

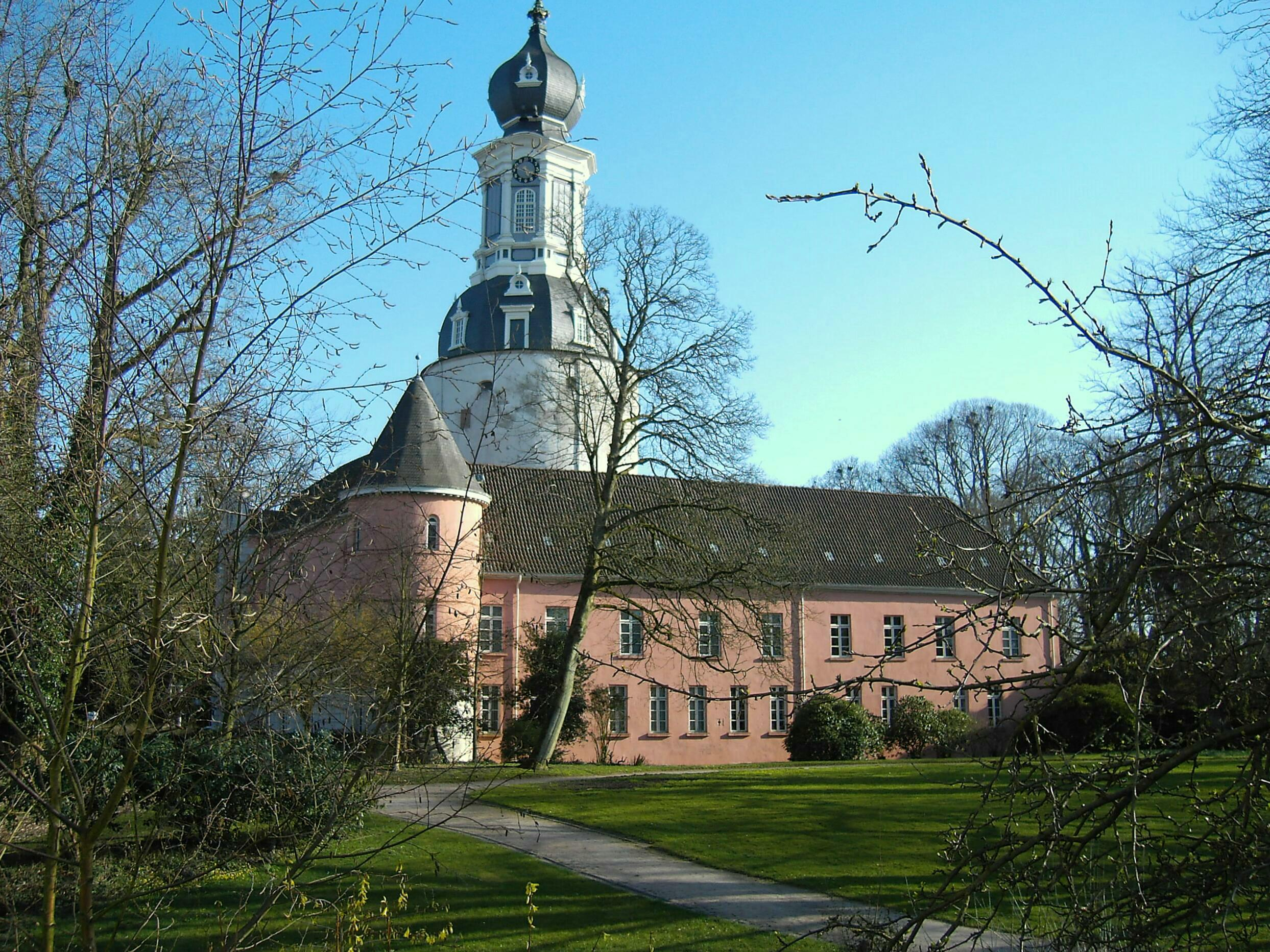
Das Schloss zu Jever (2007)

Das kulturhistorische Schlossmuseum Jever in Jever präsentiert Informationen zur Geschichte des Schlosses Jever sowie Sammlungen zur Kulturgeschichte und Landesgeschichte des Jeverlandes.

## Lage
Das Schlossmuseum befindet sich seit 1921 im Schloss Jever.

## Ausstellungen
In den historischen Räumen des Schlosses wird die Wohnkultur des 16. bis 19. Jahrhunderts anschaulich wiedergegeben. Prunkstücke sind der Audienzsaal mit seiner in Eichenholz geschnitzten Kassettendecke aus der Spätrenaissance, die fürstliche Galerie sowie die kostbaren Gobelins des ausgehenden 17. Jahrhunderts.
Das Museum vermittelt aber auch Eindrücke über das damalige bäuerlich-bürgerliche Leben. Es zeigt Objekte zur Kleidungs- und Modegeschichte ebenso wie prunkvoll gestaltete Keramik- und Porzellanprodukte sowie Fayencen des 18. und 19. Jahrhunderts. Ständig wechselnde Sonderausstellungen, Vorträge, Konzerte und sonstige Veranstaltungen sorgen für ein abwechslungsreiches Programm. Das Museum wird jährlich von rund 60.000 Besuchern besucht.
Vom 67 Meter hohen Schlossturm, der vom 1. Mai bis zum 30. September geöffnet ist, hat man einen einmaligen Rundblick über die Weite der friesischen Küstenlandschaft.

## Auszeichnungen
Das Museum erhielt folgende Auszeichnungen und Forschungspreise:
- Niedersächsischer Museumspreis 2005 der Niedersächsischen Sparkassenstiftung
- Museumsregistrierung Niedersachsen 2008
- Forschungspreise: Stiftung Niedersachsen, Volkswagen Stiftung